# Physiculus fulvus
Physiculus fulvus är en fiskart som beskrevs av Bean, 1884. Physiculus fulvus ingår i släktet Physiculus och familjen Moridae. Inga underarter finns listade i Catalogue of Life.